# Pauvres servantes de la Mère de Dieu
Les Pauvres servantes de la Mère de Dieu (en latin : Congregatio Pauperum Ancillarum Matris Dei) est une congrégation religieuse féminine hospitalière et enseignante de droit pontifical. 

## Histoire
Fille d'un pasteur protestant, Frances Taylor (1832-1900) est infirmière lors de la guerre de Crimée où elle rencontre des sœurs de la Miséricorde irlandaises, et reste frappée par leur dévouement ; rentrée chez elle, en 1855, elle se convertit au catholicisme et décide de consacrer sa vie au service des pauvres.
Elle a d'abord l'idée de créer une branche anglaise des Petites servantes de l'Immaculée Conceptionmais décide de fonder sa propre congrégation et adapte les constitutions de la Compagnie de Jésus avec l'aide des jésuites James Clare et Augustus Dignam.  
Les premières sœurs prononcent leurs vœux religieux en 1872. Au début, leur activité principale est la visite des malades à domicile, puis elles étendent leur champ d'apostolat aux hôpitaux, écoles et paroisses. Répandues dans la banlieue populaire de Londres, elles ouvrent leur première succursale à l'étranger à Carrigtwohill en Irlande, et s'installent en 1886 à Rome. L'institut reçoit le décret de louange le 7 août 1879 et l'approbation définitive du Saint-Siège le 19 juillet 1900. 
Dans les premières décennies du XXe siècle, les sœurs se détournent de l'esprit de la fondatrice et se consacrent essentiellement au service dans les écoles et cliniques privées, mais après Vatican II, elles transforment leurs écoles en centres d'éducation gratuite et de réadaptation des personnes en situation de handicap.

## Activités et diffusion
Les sœurs se consacrent à l'enseignement de la jeunesse et aux soins des malades.
Elles sont présentes en :
- Europe : Irlande[5], Italie[6], Royaume-Uni[7].
- Amérique : États-Unis[8].
- Afrique : Kenya[9].

La maison-mère est à Roehampton.
En 2017, la congrégation comptait 183 sœurs dans 35 maisons.